# Ганс Іббекен
Ганс «Іббо» Іббекен (нім. Hans „Ibbo“ Ibbeken; 20 вересня 1899, Шлезвіг — 1 вересня 1971) — німецький офіцер-підводник, капітан-цур-зее крігсмаріне. Один із найстаріших командирів підводних човнів крігсмаріне: свій єдиний похід здійснив у 42 роки.

## Біографія
В грудні 1917 року вступив у піхоту. Учасник Першої світової війни. В квітні 1918 року перейшов у кайзерліхмаріне, служив кадетом на крейсері «Фрея» (липень-вересень) і лінкорі «Король Альберт» (вересень-листопад). Після війни у складі Залізної дивізії і 2-ї морської бригади «Ергардт» бився з комуністами. Після демобілізації армії залишений у рейхсмаріне.
З 12 серпня 1936 по 4 жовтня 1937 року — командир підводного човна U-27, з жовтня 1937 по вересень 1939 року — підводної флотилії «Зальцведель». Під час громадянської війни в Іспанії флотилія Іббекена разом із кораблями франкістів брала участь в контролі над іспанським узбережжям. З вересня 1939 по червень 1940 року — командир підводного училища в Нойштадті, з червня 1940 по листопад 1941 року — 1-ї навчальної підводної дивізії. В грудні 1941 року направлений на U-178 для вивчення його будови, з 14 лютого 1942 по 21 лютого 1943 року — командир човна. З 8 вересня 1942 по 21 лютого 1943 року здійснив свій єдиний похід, під час якого потопив 6 кораблів загальною водотоннажністю 47 097 брт і пошкодив 1 корабель (6 348 брт).
| Дата              | Назва корабля         | Тип                             | Тоннаж | Вантаж                                                                                 | Екіпаж                               | Загиблі                                                       | Країна             |
| ----------------- | --------------------- | ------------------------------- | ------ | -------------------------------------------------------------------------------------- | ------------------------------------ | ------------------------------------------------------------- | ------------------ |
| 10 жовтня 1942    | RMS Duchess of Atholl | Пасажирський лайнер             | 20,119 | 3500 тонн генеральних вантажів                                                         | 825 (з них 534 пасажири)             | 4 членів екіпажу                                              | Британська імперія |
| 1 листопада 1942  | Mendoza               | Військовий транспорт (пароплав) | 8,233  | 287 мішків пошти                                                                       | 406 (з них 253 пасажирів-військових) | 26 (власник, 19 членів екіпажу, 3 артилеристів і 3 пасажирів) | Британська імперія |
| 4 листопада 1942  | Hai Hing              | Торговий пароплав               | 2,561  | 1400 тонн генеральних вантажів                                                         | 67                                   | 25                                                            | Норвегія           |
| 4 листопада 1942  | Trekieve              | Торговий пароплав               | 5,244  | 2500 тонн марганцевої руди, 1700 тонн горіхів, 1650 тонн копри та генеральних вантажів | 50                                   | 3                                                             | Британська імперія |
| 13 листопада 1942 | Louise Moller         | Торговий пароплав               | 3,764  | Вугілля                                                                                | 63                                   | 11                                                            | Британська імперія |
| 15 листопада 1942 | Adviser (пошкоджений) | Торговий пароплав               | 6,348  | Графіт                                                                                 | 66                                   | 0                                                             | Британська імперія |
| 27 листопада 1942 | Jeremiah Wadsworth    | Торговий пароплав               | 7,176  | 8008 тонн військового спорядження і 24 вантажівки як палубний вантаж                   | 57                                   | 0                                                             | США                |

З лютого 1943 року — командир торпедного училища в Мюрвіку. З лютого 1944 року — вищий командир торпедних училищ. В березні-квітні 1945 року — військовий комендант Кіля. В квітні-травні 1945 року — комендант морської оборони Шлезвіг-Гольштейну і Мекленбургу.

## Звання
- Морський кадет (квітень 1918)
- Фенріх-цур-зее (21 лютого 1920)
- Оберфенріх-цур-зее (1 квітня 1921)
- Лейтенант-цур-зее (1 квітня 1922)
- Оберлейтенант-цур-зее (1 квітня 1925)
- Капітан-лейтенант (1 січня 1933)
- Корветтен-капітан (1 жовтня 1936)
- Фрегаттен-капітан (1 квітня 1940)
- Капітан-цур-зее (1 червня 1942)

## Нагороди
- Залізний хрест 2-го класу
- Балтійський хрест
- Почесний хрест ветерана війни з мечами
- Медаль «За вислугу років у Вермахті» 4-го, 3-го і 2-го класу (18 років)
- Орден морських заслуг (Іспанія) 2-го класу, білий дивізіон
- Іспанський хрест в бронзі
- Медаль «У пам'ять 1 жовтня 1938»
- Застібка до Залізного хреста 2-го класу
- Залізний хрест 1-го класу
- Нагрудний знак підводника
- Орден Корони Італії, офіцерський хрест
- Орден Заслуг (Угорщина), офіцерський хрест
- Хрест Воєнних заслуг 2-го і 1-го класу з мечами